# Biografielijst Nh

## Nhu
- Bùi Thị Nhung (1983), Vietnamees hoogspringster